# Jörgen Windahl
Jörgen Windahl, né le 12 mars 1963 à Danderyd, est un joueur suédois de tennis.

## Carrière
Champion junior de l'Open d'Australie 1981.

## Palmarès

### Titre en double messieurs
| No | Date       | Nom et lieu du tournoi | Catégorie | Dotation  | Surface      | Partenaire     | Finalistes                   | Score         |  |
| -- | ---------- | ---------------------- | --------- | --------- | ------------ | -------------- | ---------------------------- | ------------- |  |
| 1  | 08-09-1986 | Martini Open Genève    |           | 231 000 $ | Terre (ext.) | Andreas Maurer | Gustavo Luza Gustavo Tiberti | 6-4, 3-6, 6-4 |  |

### Finale en double messieurs
| No | Date       | Nom et lieu du tournoi               | Catégorie | Dotation | Surface      | Vainqueurs                  | Partenaire   | Score    |  |
| -- | ---------- | ------------------------------------ | --------- | -------- | ------------ | --------------------------- | ------------ | -------- |  |
| 1  | 12-06-1989 | Tournoi de tennis de Bologne Bologne |           | 93 400 $ | Terre (ext.) | Sergio Casal Javier Sánchez | Tomas Nydahl | 6-2, 6-3 |  |